# Selma (datorspel)
Selma är ett spel från SPCS skapad av Fred Håkanson och utvecklad av Axomedia.

## Spelet
I Selma ska spelaren bilda ord genom 48 slumpvalda bokstäver samt en valfri. Spelet är uppbyggd som fyra i rad. Spelet inleds med att fem bokstäver från det svenska alfabetet därefter får man placera bokstäverna i den ordning man vill enligt samma regler som fyra i rad i ett spelruta som är 7x7. Därefter kommer en slumpvald bokstav fram i taget som man placerar i en av de sju kolumnerna. Spelaren ser alltid också vilken som är den kommande bokstaven. Bokstaven placeras på den första placerade lediga rutan i den valda kolumnen. Under varje omgång måste man en gång placera "Selma"-bokstaven, vilket låter spelaren själv välja vilken bokstav. Selma-bokstaven kan väljas när som helst efter att man placerat de fem första bokstäverna.
Spelaren får poäng genom att bilda svenska ord vågrätt och lodrätt. Till spelet kan man använda 25 000 ord från Svenska Akademins Ordlista. Varje ord ska bestå av minst två bokstäver och varje bokstav får endast användas en gång vågrätt och en gång lodrätt samt vara i sin grundform. Ju längre ordet är desto högre poäng för man. Målet är att komma på topplistan men flest poäng. Det finns fyra olika nivåer, i den första har man ingen tidsbegränsning. Därefter finns en tidsbegränsning, hinner man inte slutföra bokstaven man arbetar med innan tiden är slut går bokstaven förlorad. Det finns 10.000 olika ordningar för bokstäverna att dyka upp i spelet. Spelaren har möjlighet att välja en specifik ordning.